# Woman acceptance factor

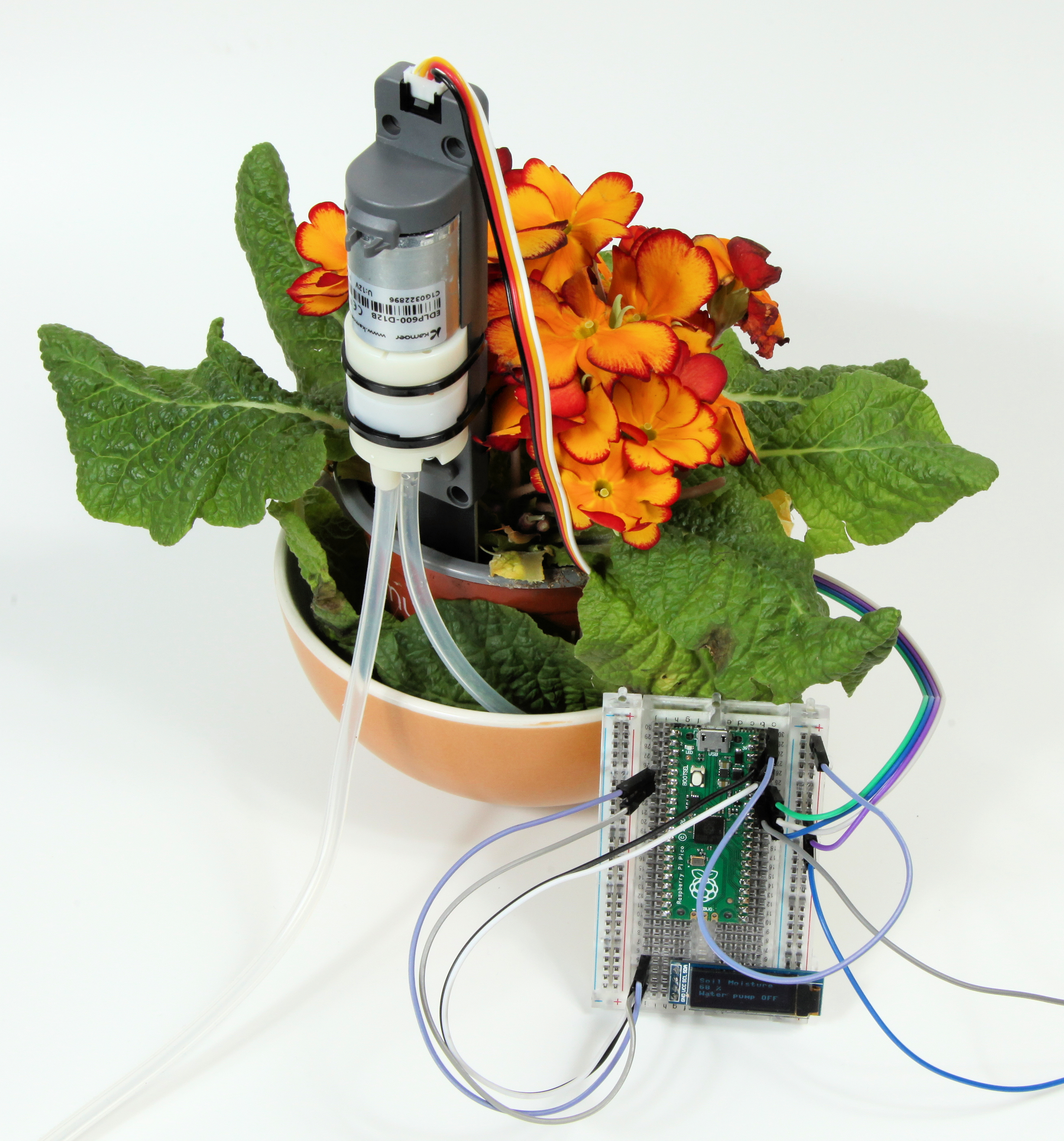
Beispiel für eine Anwendung von Technik mit geringem WAF, die das eigentliche Objekt in den Hintergrund drängt und ästhetisch sowie vom Nutzwert her unsinnig ist: Eine von einem Mikrocontroller (Raspberry Pi Pico) gesteuerte Gießautomatik mit OLED-Display

Der Woman Acceptance Factor oder Woman Approval Factor (WAF) (zu Deutsch etwa Akzeptanz- bzw. Zustimmungsfaktor durch Frauen) ist eine Einschätzung der Zustimmung oder Ablehnung der Ehefrau oder Partnerin bezüglich einer Neuanschaffung durch den Ehemann oder Partner.
Es liegt im Klischee begründet, dass Männer Einkaufsentscheidungen bezüglich Hi-Fi-Lautsprechern, Heimkino-Systemen und Personal Computer hauptsächlich anhand deren Leistung fällen, wohingegen Frauen eher visuelle Ästhetik und Bedienungsfreundlichkeit der Geräte beschäftigt.
WAF wird bei verheirateten Paaren auch als Wife Approval Factor oder Wife Acceptance Factor bezeichnet.
Die Begriffe selbst lehnen sich an andere technische Begriffe wie Form Factor und Power Factor (Formfaktor und Leistungsfaktor) an, mit denen der WAF zusammenpassen muss.

## Geschichte
Larry Greenhill benutzte den Ausdruck „Wife Acceptance Factor“ im September 1983, als er Redakteur für das Magazin Stereophile war, schrieb aber seinem Kollegen und Musikprofessor Lewis Lipnick die Erfindung des Ausdrucks zu. Lipnick selber führt den Ursprung auf die 1950er zurück, als Hi-Fi-Lautsprecher so groß waren, dass sie in Wohnzimmern den meisten Platz einnahmen. Lipnicks Frau, die Schauspielerin Lynn-Jane Foreman, kam auf einen anderen Begriff: Marriage Interference Factor (MIF) oder zu Deutsch Ehe-Stör-Faktor. Foreman schlug vor, dass audiophile Ehemänner ihre großen und hässlichen Anschaffungen mit Geschenken an die Ehefrau aufwiegen, die ähnlich teuer ausfallen sollten. Sie empfiehlt dabei unter anderem Eintrittskarten für die Oper, Schmuck und Urlaubsreisen.

## Definition
Der Woman Acceptance Factor ist umgekehrt proportional zum möglichen Konflikt, der aus den unterschiedlichen Ansichtsweisen der Ehepartner resultiert. Je niedriger der WAF, desto mehr Überredungsarbeit muss aufgebracht werden, oder desto mehr Konflikt resultiert aus der Anschaffung oder dem Projekt.
Potential für diesen Konflikt liegt in
- fraglichem praktischem Nutzen oder Notwendigkeit
- hohen Anschaffungskosten oder hohen laufenden Kosten
- der Zeit, die der Ehemann mit der neuen Anschaffung verbringt (im Vergleich zur Zeit, die mit der Partnerin verbracht wird)
- ästhetischen Nachteilen wie große, als hässlich empfundene Gehäuse oder Stränge von oberflächlich verlegten Kabeln
- notwendigen Bauarbeiten wie das Klopfen von Schlitzen in die Wand
- dauerhaftem Lärm von Lüftern, Festplatten etc.
- Platzbedarf
- Anzahl der notwendigen Fernbedienungen
- Schwierigkeiten durch Beta-Software, Benutzerschnittstelle etc.

Ein Beispiel für ein Gerät mit niedrigem WAF könnte ein Video-Projektor sein, mit einer provisorischen Deckenhalterung und dickem Kabelstrang, der drei Minuten lang aufwärmen muss, bevor man mit surrendem Lüfter fernsehen kann, und dabei mindestens drei verschiedene Fernbedienungen für Projektor, Raumklang-Anlage und Satellitenreceiver benötigt.
Gegenstände mit hohem WAF hingegen sind normalerweise ästhetisch gestaltete, einfach zu bedienende Geräte wie beispielsweise der iPod, oder Computermöbel, die Kabel hinter Verblendungen verstecken.
Seit kurzem wird der Woman Acceptance Factor auch auf nicht-technische, stereotyp männliche Aktivitäten ausgeweitet, wie das Besuchen von Sportereignissen oder „mit Kumpeln ein Bier trinken gehen“.